# Five Nights at Freddy's: The Silver Eyes
Five Nights at Freddy's: The Silver Eyes (bra: Five Nights at Freddy's: Olhos Prateados; prt: Five Nights at Freddy's: Olhos de Prata) é um romance de terror e mistério escrito por Scott Cawthon, criador da franquia de jogos Five Nights at Freddy's, em parceria com Kira Breed-Wrisley. Lançado originalmente em formato digital em 2015 e posteriormente em versão física, o livro expande o universo da série, oferecendo uma narrativa paralela que explora os personagens humanos e os segredos sombrios por trás da famosa pizzaria Freddy Fazbear’s Pizza.
Com ampla repercussão, The Silver Eyes alcançou o topo da lista de best-sellers do The New York Times na categoria jovem adulta, consolidando-se como um marco na transição da franquia para além dos jogos eletrônicos. É o primeiro título de uma trilogia literária que aprofunda o mistério e o terror presentes na série.

## Sinopse
Charlotte “Charlie” Emily, uma jovem de 17 anos, retorna à cidade de Hurricane, Utah, para participar da cerimônia em memória de seu amigo de infância, Michael Brooks, desaparecido dez anos antes em circunstâncias misteriosas. O reencontro com antigos colegas desperta lembranças dolorosas, especialmente ligadas à infame pizzaria Freddy Fazbear’s Pizza, onde o trauma coletivo da cidade teve início.
Movidos pela curiosidade e pela necessidade de encarar o passado, o grupo decide explorar os escombros do antigo restaurante, agora abandonado. Lá, descobrem que os animatrônicos,outrora mascotes infantis, permanecem intactos e ocultam segredos muito mais obscuros do que imaginavam.
À medida que mergulham mais fundo no local, Charlie e seus amigos enfrentam fenômenos inexplicáveis e revelações que conectam suas memórias de infância a horrores ainda presentes. Entre máquinas vivas e verdades enterradas, o grupo precisa enfrentar não apenas os perigos físicos, mas também os fantasmas emocionais que retornam com força.

## Personagens principais
Charlotte "Charlie" Emily: Protagonista do romance, Charlie é uma jovem de 17 anos que retorna à sua cidade natal para enfrentar memórias de seu passado. Filha de Henry, o criador dos animatrônicos, ela tem conhecimentos técnicos em robótica, sendo crucial para o enredo.
John: Amigo de infância de Charlie e seu interesse romântico. John é sensato, observador e a apoia emocionalmente durante os eventos sombrios na pizzaria abandonada.
Jessica: Melhor amiga de Charlie, com personalidade extrovertida e decidida. Apesar de parecer superficial, Jessica demonstra inteligência e coragem ao longo da trama.
Carlton Burke: Filho do xerife local e amigo do grupo, é cômico e irreverente, mas também lida com traumas do passado. Sua presença traz leveza e também momentos de tensão ao enredo.
Marla: Jovem responsável e protetora, Marla acompanha o grupo com seu irmão mais novo e demonstra um senso de responsabilidade elevado, agindo como figura de equilíbrio.
Jason: Irmão mais novo de Marla, Jason é o caçula do grupo, com cerca de 11 anos. Apesar da pouca idade, participa de momentos importantes e reforça a carga emocional da história.
Lamar: Jovem sério e inteligente, Lamar planeja seguir carreira acadêmica, mas participa ativamente da investigação na pizzaria, demonstrando coragem e companheirismo.
Michael Brooks / Golden Freddy: Amigo desaparecido há dez anos, Michael é revelado como o espírito que habita o animatrônico Golden Freddy, guiando e protegendo o grupo contra os perigos presentes.
William Afton (Dave Miller): Antagonista principal do livro, Afton assume o disfarce de Dave Miller, segurança do shopping. É revelado como o assassino das crianças e responsável pelos horrores por trás dos animatrônicos.

## Desenvolvimento
O romance Five Nights at Freddy's: The Silver Eyes foi anunciado oficialmente por Scott Cawthon em dezembro de 2015, após um longo processo de escrita em parceria com a escritora profissional Kira Breed-Wrisley. Cawthon afirmou que a ideia era expandir o universo dos jogos originais, explorando uma narrativa mais focada no lado humano da história, algo que ele considerava limitado na série de jogos eletrônicos.
O projeto foi desenvolvido ao longo de cerca de dez meses, com Cawthon trabalhando “ao lado de um escritor profissional”, conforme descreveu em seu site oficial, para garantir que a obra fosse uma expansão coerente do universo da franquia, mas mantendo uma linha do tempo paralela e uma abordagem diferente dos jogos.
O lançamento digital do livro foi inicialmente previsto para 22 de dezembro de 2015, mas devido a um erro da plataforma Amazon Kindle, o romance foi disponibilizado antecipadamente em 17 de dezembro de 2015. Posteriormente, o livro foi publicado em formato físico pela Scholastic Corporation em setembro de 2016, marcando sua entrada no mercado editorial tradicional.
O contexto histórico e social da obra está ligado à popularidade crescente do gênero de terror em mídias diversas, especialmente em jogos eletrônicos, e ao interesse dos fãs por uma narrativa mais aprofundada sobre o mistério por trás dos animatrônicos e os eventos macabros da franquia. O livro também reflete a tendência de adaptações de videogames em outras mídias, ampliando o alcance da franquia para além dos jogos.
Scott Cawthon destacou em entrevistas que o livro foi criado para ser acessível tanto para fãs dos jogos quanto para novos leitores, com foco em desenvolver personagens mais complexos e uma trama mais linear e envolvente, o que complementa, mas não substitui, a experiência dos jogos originais.

## Publicação

### Estados Unidos
Five Nights at Freddy's: The Silver Eyes foi lançado inicialmente em formato digital para a plataforma Amazon Kindle em 17 de dezembro de 2015, antecipando-se à data prevista de 22 de dezembro devido a um erro na disponibilização do livro.
A versão física em formato paperback foi lançada pela Scholastic Corporation em 27 de setembro de 2016, ampliando o alcance do livro no mercado editorial tradicional.
O livro possui aproximadamente 466 páginas na versão Kindle e 400 páginas na edição paperback original.
Além dos formatos digital e físico, o romance foi adaptado para audiobook em algumas plataformas, ampliando sua acessibilidade, embora detalhes específicos sobre as edições em áudio sejam menos divulgados.

### Brasil
No Brasil, a obra foi traduzida por Glenda D'Oliveira e publicada pela editora Intrínseca em 7 de março de 2017, com o título Five Nights at Freddy's: Olhos Prateados, e conta com 368 páginas.

### Portugal
Em Portugal, o livro foi publicado pela Editorial Presença a 4 de novembro de 2020, com o título Five Nights at Freddy's: Olhos de Prata, e contém 304 páginas. Esta edição utiliza a tradução brasileira de Glenda D'Oliveira mas com adaptação para o português europeu de Sónia Lopes.

### Restante Lusofonia
A edição portuguesa da Editorial Presença também está licenciada para publicação em Angola, Moçambique, Guiné-Bissau, Guiné Equatorial, Cabo Verde, São Tomé e Príncipe, Timor-Leste e Macau.

## Recepção crítica
Five Nights at Freddy's: The Silver Eyes recebeu críticas mistas a positivas. Foi elogiado por expandir o universo dos jogos em uma narrativa literária, com destaque para o suspense e o desenvolvimento dos personagens.
Sites como Shots of Horror destacaram a atmosfera tensa e o apelo ao público de terror, apesar de apontarem certa previsibilidade na trama. Já o blog Clare's Bookshelf considerou a escrita simples e voltada ao público jovem, embora o enredo mantenha o interesse até o fim.
A análise no Medium observou que o livro é acessível, mas sofre com limitações comuns em adaptações de jogos, como inconsistências e personagens pouco desenvolvidos. O site Rami Ungar ressaltou que a narrativa combina suspense e terror, com bom desenvolvimento dos personagens principais, embora alguns secundários sejam menos explorados. Destacou também a escrita simples, adequada para o público jovem. Jonathan Pongratz destacou a atmosfera de mistério e suspense do livro, valorizando sua narrativa acessível e o desenvolvimento satisfatório dos personagens principais, além de reconhecer sua contribuição para expandir a mitologia da franquia.
Houve debates sobre sua relação com os jogos, com Scott Cawthon esclarecendo que os livros formam uma continuidade separada. O livro figurou por quatro semanas no topo da lista de best-sellers do The New York Times na categoria jovem adulta.

## Adaptações
A franquia teve adaptações em quadrinhos publicados pela IDW Publishing, que exploram o universo de Five Nights at Freddy's com histórias paralelas e expansão do lore, embora não sejam adaptações diretas do livro.

## Influência cultural
Five Nights at Freddy's: The Silver Eyes contribuiu significativamente para a expansão da franquia Five Nights at Freddy's, influenciando a cultura popular ao consolidar o universo da série para além dos jogos eletrônicos. O livro ajudou a atrair novos públicos para a história de terror, inspirando fãs a criar teorias, fanarts, vídeos e outras produções culturais online.
Além disso, o livro tem sido citado em discussões sobre a narrativa transmedia, mostrando como obras derivadas podem expandir universos ficcionais em múltiplas mídias.
Embora não tenha tido impacto direto em movimentos sociais ou educacionais, o livro fortaleceu a presença da franquia em eventos culturais, convenções e encontros de fãs, consolidando Five Nights at Freddy's como um fenômeno cultural contemporâneo.